# Wołga (marka samochodów)
Proizwodstwo Legkowych Awtomobilej (ros. Производство Легковых Автомобилей; pol. Produkcja Samochodów Osobowych) – rosyjski producent samochodów osobowych, z siedzibą w Niżnym Nowogrodzie, działający od 2024 roku. Należy do rosyjskiego koncernu GAZ i oferuje samochody pod marką Wołga.

## Historia
W grudniu 2023 rosyjskie władze potwierdziły, że lokalny koncern motoryzacyjny GAZ jest w trakcie rozmow z chińskim partnerem w celu przywrócenia do użytku kolejnej w tym czasie historycznej marki samochodów - tym razem Wołga. Miesiąc później potwierdzono plany wprowadzenia do sprzedaży gamy pierwszych samochodów nowej Wołgi na połowę 2024 roku, pierwotnie spekulując, że podstawą zostaną konstrukcje marki Hongqi chińskiego koncernu FAW Group. W marcu 2024 potwierdzono, że partnerem technologicznym zostanie inny chiński koncern, Changan Automobile, który przekazał wówczas już pierwszą partię do testów w Niżnym Nowogrodzie. Ostatecznie, premiera nowej Wołgi miała miejsce w drugiej połowie 2024 roku, przedstawiając wówczas trzy samochody oparte na produktach Changana: sedana C40 oraz SUV-y K30 i K40. Do lokalnej rosyjskiej produkcji samochodów powołano nową spółkę o opisowej nazwie Proizwodstwo Legkowych Awtomobilej, zakładając osiągnięcie pełnych mocy w 2025 roku. 

## Modele samochodów

### Planowane

#### Samochody osobowe
- C40

#### SUV-y i Crossovery
- K30
- K40